# Handball Club Nuorese
L'Handball Club Nuorese è una società di pallamano femminile di Nuoro. Ha due sezioni: la sezione maschile, che milita in Serie B e la sezione femminile, che al momento non partecipa ad alcun campionato. Il campo di gioco è la Palestra Polivalente nella zona periferica di Funtana Buddia.

## Storia
L'HC Nuorese nasce nel 1994.

## Rosa

### Rosa femminile 2020-2021
| N° | Naz.                 | Ruolo | Sportivo                      | Anno |  |  |
| -- | -------------------- | ----- | ----------------------------- | ---- |  |  |
| 1  | Italia (bandiera)    | P     | Martina Sitzia                | 2003 |  |  |
| 22 | Croazia (bandiera)   | P     | Zeljana Stojak                | 1995 |  |  |
| 60 | Italia (bandiera)    | P     | Lucia Firinu                  | 2005 |  |  |
| 4  | Italia (bandiera)    | PV    | Gaja Vinci                    | 2002 |  |  |
| 7  | Italia (bandiera)    | T     | Michela Notarianni            | 2002 |  |  |
| 10 | Italia (bandiera)    | PV    | Giulia Madau                  | 2000 |  |  |
| 11 | Italia (bandiera)    | A     | Marta Podda                   | 2005 |  |  |
| 18 | Italia (bandiera)    | T     | Valentina Davoli              | 2002 |  |  |
| 19 | Argentina (bandiera) | T     | Ana Mostoni                   | 1995 |  |  |
| 20 | Italia (bandiera)    | T     | Martina Filindeu              | 2005 |  |  |
| 22 | Spagna (bandiera)    | T     | Stephania Oliveira De Amleida | 1999 |  |  |
| 25 | Italia (bandiera)    | A     | Silvia Basolu                 | 1997 |  |  |
| 28 | Italia (bandiera)    | A     | Benedetta Firinu              | 2007 |  |  |
| 77 | Italia (bandiera)    | A     | Maida Cester                  | 1995 |  |  |
| 78 | Italia (bandiera)    | A     | Domenica Satta                | 1978 |  |  |
| 98 | Serbia (bandiera)    | T     | Sandra Radović                | 1998 |  |  |